# 巴登的利奧波汀
巴登的利奧波汀（德語：Leopoldine von Baden，1837年2月22日—1903年12月23日），是巴登大公卡爾·腓特烈之子威廉王子的女兒，母親是符騰堡的伊莉莎白·亞歷山德琳。

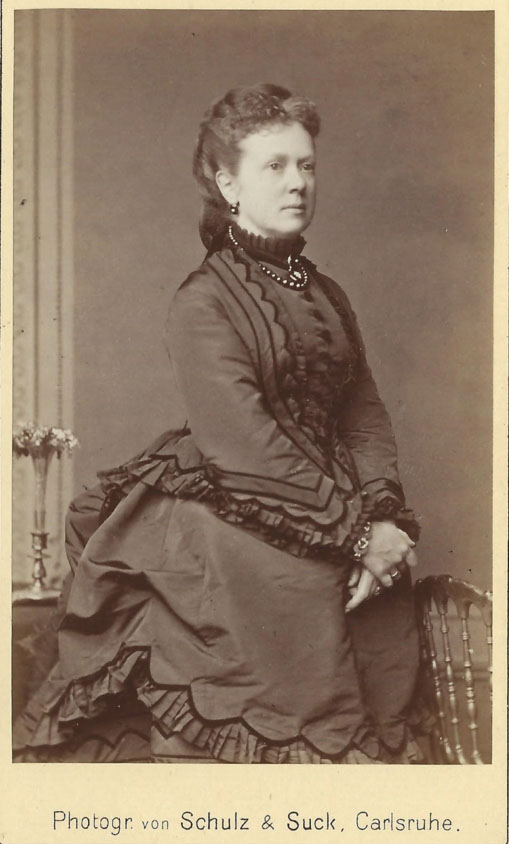
巴登的利奧波汀

## 家庭
1862年，利奧波汀與霍恩洛厄-朗根堡的赫爾曼結婚，兩人共有1子2女：
1. 恩斯特（1863年—1950年）
2. 愛麗絲（1864年—1929年）
3. 費奧多拉（1866年—1932年）